# Édito de Coucy
O Édito de Coucy foi publicado em 16 de Julho de 1535 pelo rei Francisco I de França, concedendo liberdade de culto aos protestantes.